# Castillo de Laufen
El castillo de Laufen (en alemán: Schloss Laufen) es una fortaleza que se encuentra en el municipio de Laufen-Uhwiesen, en el cantón suizo de Zúrich. Es un sitio patrimonial suizo de importancia nacional, con vistas a las cataratas del Rin.

## Historia
La primera referencia documentada del castillo data del año 858, cuando fue residencia de los barones de Laufen. Pasó por varios propietarios hasta la Antigua Guerra de Zúrich (1439-1450), cuando fue adquirido por la familia Fulach, a quien la ciudad de Zúrich le compró el castillo en 1544. Tras la República Helvética (1798-1803), el castillo volvió a ser propiedad privada, y la ciudad de Zúrich lo recuperó en 1941.
El castillo ahora es una atracción turística y alberga un restaurante y un albergue juvenil. Entre 2009 y 2010 se llevó a cabo un proyecto para restaurar y ampliar las instalaciones, incluyendo un centro de visitantes situado en las antiguas dependencias del personal, una exposición en la parte norte del castillo y una pasarela circular accesible para sillas de ruedas con ascensor de cristal entre el castillo y el nivel del río. Laufen tiene vistas al castillo de Wörth, en el lado opuesto del Alto Rin, ubicado en el Cantón de Schaffhausen.